# Літтійська війна
Літтійська війна — військовий конфлікт ряду критських міст в кінці 3 століття до н. е., котрий мав певний зв'язок із подіями Союзницької війни.

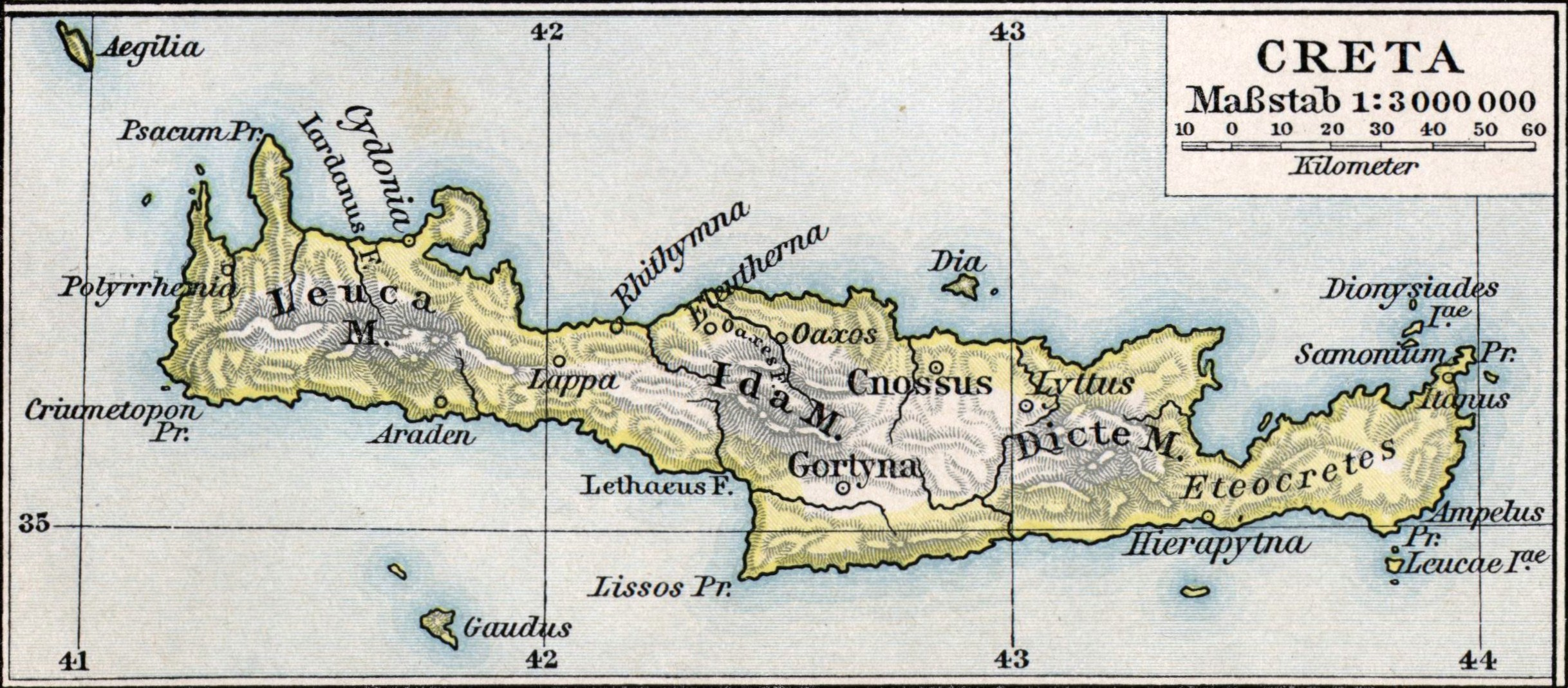
У західній частині острова позначені Полірренія, Кідонія та Лаппа, у центральній — Елевтерна, Гортіна, Кнос та Літтос. Керея знаходилась між Поллірренією та Лаппою, Аптера — дещо на схід від Кідонії. Міста лігі горіїв розташовувались на південному заході між позначеними на карті мисом Кріу-Метопон та містом Араден.

Численні критські поліси (на початку елліністичного періоду їх було понад півсотні) потерпали через нестачу земельних ресурсів та регулярно вели між собою війни. В окремих випадках у бойові дії було втягнуто весь чи майже весь острів, що, зокрема, сталось під час Літтійської війни 221—219 років до н. е. (втім, існують й інші її можливі датування).
На момент початку війни коаліція центральнокритських міст Кносса та Гортини підпорядкувала своїй владі більшість острова (за твердженням Полібія — «весь Крит за виключенням міста літтян»). Водночас розташований за пару десятків кілометрів на південний схід від Кносса Літтос зберігав незалежність, що й викликало війну зазначеного альянсу проти нього.
Певний час коаліція діяла злагоджено, проте потім з незначних причин у ній виник розкол. Західнокритські поліси Полірренія, Керея і Лаппа порвали з кносянами та перейшли на сторону літтійців. Противником Кноса також став відомий як ліга горіїв (Oreioi) союз малих міст південно-західного завершення острова, до якого входили Лісос, Гіртакіна, Елірос, Poikilasion і Таррха. Крім того, в одному з двох ключових полісів первісної коаліції — Гортині — виник внутрішній конфлікт. Представники старшого віку бажали залишитись на боці Кноса, тоді як молодь віддавала перевагу союзу з літтянами. У підсумку перші закликали на допомогу Етолійський союз та, отримавши від нього загін у тисячу воїнів, захопили акрополь, частину молодих співвітчизників перебили, а інших вигнали. Останні захопили гавань фестян Маталу, котра лежала на узбережжі за 8 км на південний захід від Феста (своєю чергою знаходився за 12 км на захід від Гортіни). Крім того, їм вдалось оволодіти  і гортинською гаванню, роль якої виконувало місто Лебена (15 км на південь від Гортіни). Звідси загони вигнанців нападали на своїх колишніх співгромадян.
Найвідомішим епізодом війни стала руйнація Літтоса. В один з моментів його ополчення у повному складі вирушило проти Дрероса (ще один критський поліс трохи більш ніж за два десятки кілометрів на схід). Цим скористались кносяни, котрі захопили полишене без захисту вороже місто, вивезли до себе всіх жінок та дітей, зруйнували мури та інші будівлі. Попри цю катастрофу, літтійське ополчення зберегло свій військовий потенціал та, отримавши притулок у Лаппі, продовжувало разом із союзниками війну проти Кносса. Також варто відзначити, що надалі відбудований Літтос продовжував відігравати важливу роль в житті Крита.
У пошуках союзників антикноська коаліція звернулась за допомогою до македонського царя Філіппа V та Ахейського союзу, які на той час вже вели Союзницьку війну проти етолійців, котрі втрутились у критські події на боці Кносу. Отримавши підкріплення у сім сотень осіб (400 іллірійців, 200 ахейців та 100 воїнів з Фокіди), полліреняни з союзниками атакували Кідонію, Аптеру та Елевтерну (перші два поліси розташовувались на північному узбережжі у західній частині острова, тоді як третій лежав у центрі Крита між Лаппою та Кносом). В підсумку їм вдалось принудити мешканців цих міст розірвати союз із Кносом та перейти на бік протилежного альянсу.  
Окрім спілки з етолійцями, мешканці Кноса також перебували у гарних відносинах з найсильнішою грецькою острівною державою Родосом. В якийсь момент вони змогли переконати родосців послати на допомогу ескадру із трьох трирем під командуванням Полемокла, котра до того брала участь у завершенні війни Візантія з віфінським царем та Родосом. Полемокл на догоду кносянам стратив одного з мешканців Елевтерни, внаслідок чого це місто спершу дозволило нападати на кораблі родосців, а потім оголосило їм війну (219 р. до н. е.).
Оскільки обидві критські коаліції отримували допомогу від учасників Союзницької війни, в якийсь момент вони самі виявились її учасниками — полірреняни та союзники надіслали Філіппу V п'ять сотень воїнів, тоді як кносяни відправили вдвічі більший загін на допомогу етолійцям. Участь критських воїнів (причому з обох боків) відзначена вже у бойових діях походу Філіппа V на Пелопоннес, здійсненого взимку 219/218 рр. до н. е. Також критяни знаходились у складі гарнізону етолійського містечка Страт, до якого у 218 р. до н. е. після успішного рейду в центр Етолії підійшов зі своїм військом Філіпп (втім, враховуючи значну кількість оборонців, македонський цар не наважився атакувати поселення).
Детальна інформація про завершення та результати війни до наших часів не дійшла. Внаслідок описаних вище подій антикноський альянс оволодів західною частиною острова, тут же тимчасово укрилось ополчення літтійців. Ймовірно, конфлікт завершився в цілому не на користь Кносса, а вже у 217/216 р. всі міста острова об'єднались у союз під патронатом Філіппа V (втім, трохи більш ніж через десятиліття у Критській війні Кносс знову виявився на боці ворожого македонянам Родоса).